# ديريك مورغان (موسيقي)
ديريك مورغان (بالإنجليزية: Derrick Morgan)‏ هو موسيقي جامايكي، ولد في 27 مارس 1940 في أبرشية كلارندون في جامايكا.

## وصلات خارجية
- الموقع الرسمي
- ديريك مورغان على موقع IMDb (الإنجليزية)
- ديريك مورغان على موقع ميوزك برينز (الإنجليزية)
- ديريك مورغان على موقع أول ميوزيك (الإنجليزية)
- ديريك مورغان على موقع ديسكوغز (الإنجليزية)
- ديريك مورغان على موقع قاعدة بيانات الفيلم (الإنجليزية)